# Langhaugane
Langhaugane este o localitate din comuna Jølster, provincia Sogn og Fjordane, Norvegia, cu o suprafață de 0,68 km² și o populație de 726 locuitori (2013).